# 千葉縣公安委員會
千葉縣公安委員会（日语：／ Chibaken kō'an-i'inkai */?）是由千葉縣知事所轄，負責管理千葉縣警察的行政委員會，由5名委員組成。

## 委員
- 委員長
  - 岩沼靜枝
- 委員
  - 福田康一郎
  - 伊藤浩一
  - 佐藤健太郎
  - 小堀陽史

## 下部組織
- 千葉縣警察

## 外部連結
- 千葉県公安委員会（页面存档备份，存于）